# Emma Lou Diemer
Emma Lou Diemer (* 24. November 1927 in Kansas City, Missouri; † 2. Juni 2024 in Santa Barbara) war eine US-amerikanische Komponistin und Musikpädagogin.

## Leben
Ihre Studien in den Fächern Komposition und Klavier führte sie an mehreren Universitäten und Konservatorien und bei vielen Professoren durch. Sie studierte am Kansas City Conservatory bei Wiktor Łabuński und Gardner Read, gleichzeitig an der University of Central Missouri Orgel bei Edna Scotten Billings. Ab 1945 studierte sie an der Eastman School of Music Komposition bei Edward Royce, 1947 bis 1950 an der Yale University bei Paul Hindemith und Richard Donovan, erreichte hier 1949 den Bachelor und 1950 den Master of Music. Von 1952 bis 1953 studierte sie im Rahmen des Fulbright-Programmes in Brüssel Komposition bei Jean Absil. Danach kehrte sie in die USA zurück, studierte in Tanglewood Komposition bei Ernst Toch (1954), Roger Sessions (1955) und erneut an der Eastman School of Music bei Bernard Rogers und Howard Hanson – dort promovierte sie im Jahr 1960 mit ihrer Symphony on American Indian Themes.
Von 1959 bis 1961 war sie für das Ford Foundation Young Composers Project tätig. Von 1964 bis 1965 war sie beratende Komponistin beim Contemporary Music Project of Music Educators. Die Universität von Maryland berief sie für die Jahre 1965 bis 1970 als Assistenzprofessorin für Musiktheorie und Komposition. Von 1971 lehrte sie an der Universität von Kalifornien in Santa Barbara als Professorin für Musiktheorie und Komposition bis 1991. Ab Januar 1991 wirkte sie als emeritierte Professorin am gleichen Institut. Seit 1940 war sie auch als Organistin tätig, u. a. an der First Church of Christ Scientist (1973–1984) und an der First Presbyterian Church in Santa Barbara (1984–2001).
Ihr Œuvre umfasst rund 500 Kompositionen. Zu ihren bekanntesten Werken zählen Three Madrigals zu Texten von Shakespeare. Ihr stilistisches Spektrum reicht von tonal bis atonal, von neoklassizistisch bis experimentell, von geistlich bis säkular, vom Orchesterwerk bis zur Elektronischen Musik.

## Werke

### Werke für Orchester
- 1954 Suite for Orchestra
- 1958 Concerto for Harpsichord and Chamber Orchestra
- 1959 Symphony No. 2 on American Indian Themes
- 1959 Pavane for string orchestra
- 1959 Youth Overture
- 1960 Rondo Concertante
- 1961 Symphonie Antique
- 1961 Festival Overture
- 1963 Concerto for Flute
- 1967 Fairfax Festival Overture
- 1977 Concert Piece for Organ and Orchestra
- 1985 Suite of Homages
- 1988 Serenade for String Orchestra
- 1991 Concerto in One Movement for Marimba
- 1991 Concerto in One Movement for Piano
- 1995 Concerto in One Movement for Organ and Chamber Orchestra: „Alaska“
- 1996 Santa Barbara Overture
- 2003 Aria for String Orchestra
- 2004 Homage to Tchaikovsky
- 2004 Chumash Dance Celebration
- 2004 Concerto in One Movement for Piano

### Werke für Blasorchester
- 1960 Brass Menagerie Suite
- 1981 La Rag
- Concert for Flute and Band

### Chormusik
- 1960 Three Madrigals
- 1970 Anniversary Choruses auf Texten aus den Psalmen für Chor und Orchester
- 1970 O to Make the Most Jubilant Song
- 1976 Four Poems by Alice Meynell für Sopran oder Tenor und Kammerorchester (2 Flöten incl. Piccolo, 2 Percussion, Vibraphon, Xylophon, Harfe, Cembalo, Klavier und Streicher)
- 1976 From This Hour, Freedom Streicher und Schlagzeug
- 1984 Three Poems by Oscar Wilde
- 1984 More Madrigals
- 1985 Invocation Text von May Sarton für Chor und Orchester
- 1988 Christmas Cantata, „The Holy Chld“
- 1988 A Feast for Christmas für Blechbläser-Quintett und Klavier
- 1991 There is a Morn Unseen Text von Emily Dickinson für Chor und Orchester
- 1993 Kyrie für gemischten Chor, Klavier 4-händig und Orgel
- 1993 To Come So für gemischten Chor, Frauenchor und Kammer-Ensemble
- 1996 Gloria für gemischten Chor, zwei Klaviere und Schlagzeug
- 1996–2000 MASS in lateinischer Sprache für gemischten Chor, Solisten, zwei Klaviere und Percussion

### Kammermusik
- 1960 Woodwind Quintet No. 1
- 1960 „Declamation“ for Brass and Percussion
- 1962 Sextet for Piano and Woodwind Quintet
- 1972 Music for Woodwind Quartet
- 1974 Movement for Flute, Oboe and Organ
- 1976 Movement for Flute, Oboe, Clarinet and Piano
- 1987 String Quartet No. 1
- 1990 „Laudate“ for Trumpet and Organ
- 1992 Sextet for Flute, Oboe, Clarinet, Violin, Cello, Piano
- 2000 Psalms for Trumpet and Organ
- 2000 Psalms for Organ and two Percussion
- 2000 Psalm 122 and Psalm 1 for Bass Trombone and Organ
- 2000 Psalm 121 for Organ, Brass and Percussion

### Musik für Tasteninstrumente
- 1951 St. Anne für Orgel
- 1957 Festival Voluntary for the Feast of St. Mark für Orgel
- 1958 Fantasie für Orgel
- 1959 Hymn setting on He Leadeth Me für Orgel
- 1960 Ten Hymn Preludes für Orgel
- 1961 Time Pictures für Klavier
- 1964 Toccata für Orgel
- 1965 Seven Etudes für Klavier
- 1965 Seven Hymn Preludes für Orgel
- 1967 Fantasy on „O Sacred Head“ für Orgel
- 1969 Toccata and Fugue für Orgel
- 1970 Celebration, Seven Hymn Settings für Orgel
- 1970 Three Fantasies on Advent/Christmas Hymns für Orgel
- 1971 Sound Pictures für Klavier
- 1971 Four on a Row für Klavier
- 1973 Declarations für Orgel
- 1976 Jubilate and Contrasts für Orgel
- 1979 Toccata für Klavier
- 1982 Elegy for Organ Duo für Orgel
- 1984 Suite of Easter Hymns für Orgel
- 1992 Psalms for Organ für Orgel
- 1992 Toccata für Cembalo
- 1993 Fantasy for Piano für Klavier
- 1994 God With Us, Eleven Pieces for Organ
- 1995 We Praise Your Name, Suite for Organ on „Grosser Gott“

### Musik für Percussion
- 1955 Toccata for Marimba
- 1980 Solotrio for xylophone, vibraphone and marimba (ein Spieler)
- 1990 Concerto in One Movement for Marimba
- 2004 Toccata for Six for 2 xylophones, 2 marimbas, 2 vibraphones
- Ice Rhythm (solo marimba)
- Toccata for Timpani (solo timpani)

### Elektronische Musik
- 1978 Patchworks 2- or 4-channel tape created on Electrocomp 101 and sequencer
- 1980 Scherzo
- 1982 God is Love for SSAATBB and tape
- 1984 A Day in the Country for clarinet and tape
- 1985 The Lord's Prayer for SATB and Tape (or organ)
- 1986 Church Rock for Organ and Tape
- 1989 Serenade for Woodwind Quintet and Tape